# Chrysolina herbacea
Chrysolina herbacea là một loài bọ cánh cứng trong họ Chrysomelidae.

## Miêu tả
Con trưởng thành dài 7 đến 11 cm, toàn thân đều có màu sắc, đặc biệt là màu xanh lục ánh kim loại, đôi khi có màu đồng đến đỏ.